# Zoetebeek
Zoetebeek (ook: Soetebeek) is een gehucht van Wijshagen, gelegen op enkele honderden meters ten noorden van de dorpskern.
Zoetebeek is ontstaan bij de bron van de Zoet- of Zuurbeek. Oorspronkelijk was het een klein hoopdorp. Tegenwoordig is Zoetebeek door lintbebouwing met Wijshagen verbonden.
Nabij dit gehucht werden urnen uit de voorromeinse periode gevonden.
In Zoetebeek bevindt zich een betreedbare veldkapel, gewijd aan Onze-Lieve-Vrouw van Lourdes. Deze bakstenen kapel dateert uit de eerste helft van de 20e eeuw. Eind 19e eeuw werd bovendien een gietijzeren wegkruis geplaatst.